# لیگ برتر فوتبال زنان ایران ۹۵–۱۳۹۴
لیگ برتر فوتبال بانوان ایران ۹۵–۱۳۹۴ هشتمین دوره رقابتهای لیگ برتر فوتبال بانوان ایران و بالاترین سطح مسابقات باشگاهی فوتبال بانوان در ایران می‌باشد. طبق روال گذشته در این دوره نیز ۱۲ تیم حضور دارند. این دوره از مسابقات از ششم شهریور ماه سال ۱۳۹۴ آغاز شد و تا ۱۶ بهمن ۱۳۹۴ ادامه داشت. تیم شهرداری سیرجان با ۴۱ امتیاز به قهرمانی این دوره از رقابت‌ها رسید.
سارا قمی، بازیکن تیم ملوان با به ثمر رساندن ۲۴ (یا ۲۵) گل عنوان خانم گل مسابقات رسید. شهرداری بم با ۹ گل خورده و عنوان بهترین خط حمله به تیم شهرداری سیرجان با ۵۹ گل زده اختصاص داده شد.

## تیم های حاضر در این فصل

### شهر و ورزشگاه
| باشگاه           | شهر       | ورزشگاه | گنجایش |
| ---------------- | --------- | ------- | ------ |
| شهرداری بم       | بم        |         |        |
| ملوان            | بندرانزلی |         |        |
| آینده سازان میهن | نجف آباد  |         |        |
| پالایش گاز ایلام | ایلام     |         |        |
| شهرداری سیرجان   | سیرجان    |         |        |
| دلوار کشتی       | بوشهر     |         |        |
| خیبر لرستان      | خرم‌آباد   |         |        |
| همیاری ارومیه    | ارومیه    |         |        |
| پاس همدان        | همدان     |         |        |
| شهرداری سنندج    | سنندج     |         |        |
| ماهان تندیس      | قم        |         |        |
| وحدت ایثار       | گرگان     |         |        |

## رده بندی پایانی
| رتبه | تیم                 | بازی | امتیاز |
| ---- | ------------------- | ---- | ------ |
| ۱    | شهرداری سیرجان      | ۱۷   | ۴۱     |
| ۲    | ملوان               | ۱۷   | ۴۰     |
| ۳    | شهرداری بم          | ۱۷   | ۳۹     |
| ۴    | آینده سازان میهن    | ۱۷   | ۳۸     |
| ۵    | همیاری ارومیه       | ۱۷   | ۲۵     |
| ۶    | شهرداری سنندج       | ۱۷   | ۲۰     |
| ۷    | پالایش گاز ایلام    | ۱۷   | ۲۰     |
| ۸    | نگین اشترانکوه ازنا | ۱۷   | ۹      |
| ۹    | وحدت ایثار گرگان    | ۱۷   | ۴      |
| ۱۰   | دلوار کشتی          | ۹    | ۰      |

## قهرمان
| قهرمان لیگ برتر کوثر ۹۵–۱۳۹۴ |
| ---------------------------- |
| شهرداری سیرجان               |
| نخستین عنوان                 |